# AOK 케르키라
AOK 케르키라(그리스어: AOK Κέρκυρα)는 케르키라섬의 케르키라를 연고로 하는 그리스의 축구 클럽이다. 현재는 수페르리가 엘라다에 참가하고 있다.

## 역대 감독
| 감독          | 임기        |
| ------------- | ----------- |
| 하비 그라시아 | 2011 ~ 2012 |